# L'oro dei coccodrilli
L'oro dei coccodrilli è una serie reality statunitense trasmessa negli Stati Uniti da Discovery Channel a partire dal novembre 2016.
La serie segue le vicende del cercatore d'oro alaskiano Farley Dean che si è trasferito sull'Isola Bougainville in Papua Nuova Guinea in cerca dell'oro che, secondo le leggende tribali, sarebbe protetto da coccodrilli mangia uomini.

## Episodi
| N° | Titolo originale   | Titolo italiano      | Prima TV USA     | Prima TV ITA |
| -- | ------------------ | -------------------- | ---------------- | ------------ |
| 1  | Rivers of Gold     | Fiumi d'oro          | 23 novembre 2016 |              |
| 2  | An Ounce an Hour   | Missione in pericolo | 30 novembre 2016 |              |
| 3  | Man Down           | Sconforto            | 7 dicembre 2016  |              |
| 4  | River from Hell    | Fiume infernale      | 14 dicembre 2016 |              |
| 5  | Blood in the Water | Sangue in acqua      | 21 dicembre 2016 |              |
| 6  | Judgement Day      |                      | 28 dicembre 2016 |              |
| 7  | Gold Strike        |                      | 4 gennaio 2017   |              |
| 8  | Monster Croc       |                      | 11 gennaio 2017  |              |